# Peonada
Die Peonada war ein spanisches Flächenmaß in verschiedenen Regionen. Es war das Tagewerk eines Arbeiters und die Hälfte des Flächen- und Aussaatmaßes Robada. Vier Robada entsprachen etwa einem deutschen Morgen.
- In Bilbao 1 Peonada = ½ Robada = 3,8042 Ar
- Im bergigen Navarra 1 Peonada = 5,75 Ar
- In Arbizu 1 Peonada = 5,00 Ar
- auch an verschiedenen Orten 1 Peonada = 5,35 Ar